# Сомик золотистий
Сомик золотистий (Corydoras aeneus) — вид прісноводних риб родини панцирних сомів (Callichthyidae), роду коридораси (Corydoras), що поширений у басейні р. Амазонки. Утримують також в акваріумах.

## Поширення
У природі населяють дно невеликих приток Амазонки, а також річки острова Тринідад.

## Опис
Золотисті сомики населяють дно невеликих приток Амазонки. Тіло в них завдовжки до 6,5 см. Забарвлення сірувато-коричневе. Вздовж боків проходить широка темно-сіра з бронзовим блиском смуга. В передній частині тіла над темною смугою тягнеться золотиста лінія. Золотисті сомики рослини з ґрунту не викопують, інших риб в акваріумі не лякають. 

## Розмноження
Розмножуються в таких самих умовах, що і торакатуми, але гнізда не будують. Самка забирає по кілька ікринок в складені мішечком черевні плавці і приклеює їх до листя, каміння або скла. При температурі води 26... 28 °С через тиждень з'являється 50—200 малят. Починати вигодовувати сомиків краще інфузоріями на молоці (такі інфузорії повзають по дну). Згодом сомикам дають мікрочерв'яків.